# TrueNAS
TrueNAS (voluit TrueNAS Core, in het verleden FreeNAS) is een softwarepakket waarmee op eenvoudige wijze een NAS-server opgezet kan worden door gebruik te maken van pc-hardware. De basis van TrueNAS is een uitgeklede versie van het besturingssysteem FreeBSD, aangevuld met een eenvoudige installatie- en configuratieprocedure. Het merendeel van de configuratie kan via een webbrowser vanaf een andere computer gebeuren. De TrueNAS-server zelf heeft, behalve tijdens de installatie, geen toetsenbord, muis of beeldscherm nodig.

## Geschiedenis
TrueNAS is een softwareplatform dat is ontworpen voor het opzetten van een netwerkgebaseerde opslagomgeving. Het werd oorspronkelijk ontwikkeld door Olivier Cochard-Labbé als een hobbyproject genaamd "FreeNAS" in 2005. Het project begon als een eenvoudige webinterface voor het beheren van Network-Attached Storage (NAS) op basis van het FreeBSD-besturingssysteem.
In de loop der jaren groeide de populariteit van FreeNAS en het kreeg steeds meer aandacht van de open-sourcegemeenschap. In 2009 werd het project overgenomen door iXsystems, een toonaangevend bedrijf op het gebied van opslagoplossingen. iXsystems bracht nieuwe ontwikkelingsmiddelen en een professioneel team in om het project verder te verbeteren en te ondersteunen.
Met de overname door iXsystems werd FreeNAS omgedoopt tot "TrueNAS CORE" en kreeg het een nieuwe impuls. Het project kreeg nieuwe functies, verbeteringen in stabiliteit en betrouwbaarheid, en een groeiende gebruikersgemeenschap. TrueNAS CORE is gebaseerd op het OpenZFS-bestandssysteem en biedt een scala aan geavanceerde opslagmogelijkheden, zoals gegevensredundantie, snapshots en replicatie.
Naast TrueNAS CORE biedt iXsystems ook commerciële varianten van het TrueNAS-platform onder de naam "TrueNAS Enterprise". Deze varianten bevatten extra functies en diensten die geschikt zijn voor zakelijke en grootschalige implementaties.
In 2021 kondigde iXsystems aan dat het TrueNAS opnieuw zou rebranden als "TrueNAS SCALE". TrueNAS SCALE is gebaseerd op het Linux-besturingssysteem en maakt gebruik van de OpenZFS-technologie. Het richt zich op de behoeften van gebruikers die een schaalbaar opslagplatform willen opzetten met behulp van containerisatie- en virtualisatietechnologieën.
Gedurende zijn geschiedenis heeft TrueNAS een aanzienlijke evolutie doorgemaakt, waarbij het uitgroeide van een eenvoudig hobbyproject tot een krachtig opslagplatform met een toegewijde gemeenschap en professionele ondersteuning. De voortdurende ontwikkeling en innovatie van TrueNAS en zijn opvolgers hebben bijgedragen aan de populariteit en het succes ervan als een betrouwbare oplossing voor netwerkgebaseerde opslag

## Algemeen
TrueNAS is een veelzijdig en krachtig besturingssysteem dat wordt gebruikt voor netwerkopslagdoeleinden. Het is ontworpen om gegevensopslag en -beheer te vereenvoudigen, waardoor gebruikers gemakkelijk toegang hebben tot hun bestanden vanaf verschillende apparaten binnen een netwerkomgeving. Of het nu gaat om thuisgebruik, een klein bedrijf of een grotere organisatie, TrueNAS biedt een betrouwbare en kosteneffectieve oplossing voor het centraliseren en delen van gegevens.
Een van de belangrijkste voordelen van TrueNAS is de mogelijkheid om het op verschillende hardwareconfiguraties te installeren. Dit betekent dat gebruikers de vrijheid hebben om te kiezen welke apparaten ze willen gebruiken om hun opslagserver te creëren. Of het nu een aangepaste computer is die is uitgerust met geschikte schijven of een speciaal NAS-apparaat, TrueNAS kan worden geïnstalleerd en geconfigureerd om aan de specifieke behoeften van de gebruiker te voldoen.
TrueNAS maakt gebruik van verschillende RAID-configuraties om gegevensbescherming te bieden. RAID staat voor Redundant Array of Independent Disks en stelt gebruikers in staat om meerdere harde schijven samen te voegen tot een enkele logische eenheid. Dit zorgt voor een hogere gegevensbeschikbaarheid en kan hardwarefouten en gegevensverlies helpen voorkomen. Met ondersteuning voor RAID 0, RAID 1, RAID 5, RAID 6 en andere configuraties kunnen gebruikers de optimale balans vinden tussen prestaties, capaciteit en redundantie, afhankelijk van hun behoeften.
Een andere belangrijke eigenschap van TrueNAS is de mogelijkheid om verschillende bestandsservices te bieden. Met ondersteuning voor SMB/CIFS en NFS kunnen gebruikers hun bestanden delen met Windows-, macOS- en Linux-gebaseerde systemen binnen het netwerk. Dit maakt het eenvoudig om gegevens te delen en samen te werken tussen verschillende platforms. Bovendien ondersteunt TrueNAS iSCSI, waarmee virtuele schijven kunnen worden gemaakt en toegankelijk gemaakt over het netwerk, waardoor het ideaal is voor virtualisatieomgevingen.
De gebruikersinterface van TrueNAS is ontworpen om intuïtief en gebruiksvriendelijk te zijn. Met een webgebaseerd dashboard kunnen gebruikers gemakkelijk door de configuratieopties navigeren, systeemprestaties controleren en beheertaken uitvoeren. Het biedt ook uitgebreide monitoring- en rapportagemogelijkheden, zodat gebruikers de status van hun opslagsysteem kunnen volgen en problemen proactief kunnen aanpakken.
Als een open-source project profiteert TrueNAS van een actieve en betrokken gemeenschap van gebruikers en ontwikkelaars. Dit heeft geleid tot een levendig ecosysteem van add-ons, plug-ins en uitbreidingen die de functionaliteit van TrueNAS kunnen vergroten. Van extra beveiligingsfuncties tot media-streamingmogelijkheden, de gemeenschap heeft bijgedragen aan een groeiend aantal opties om aan verschillende behoeften te voldoen.

## Ondersteuning
TrueNAS biedt verschillende ondersteuningsmiddelen om gebruikers te helpen bij het opzetten, configureren en beheren van hun opslagomgeving. Deze middelen omvatten:
Gedetailleerde documentatie: TrueNAS wordt geleverd met uitgebreide documentatie die gebruikers voorziet van gedetailleerde informatie en stapsgewijze instructies. Deze documentatie begeleidt gebruikers bij het installatieproces, het configureren van verschillende functies en het uitvoeren van dagelijkse beheertaken. Het is een waardevolle bron, vooral voor gebruikers die nieuw zijn met TrueNAS en een beter begrip willen krijgen van de functionaliteit en mogelijkheden ervan. De documentatie is beschikbaar via de officiële TrueNAS-website of via de documentatiebronnen binnen het systeem zelf.
Communityforum: TrueNAS heeft een actief communityforum waar gebruikers vragen kunnen stellen, ervaringen kunnen delen en discussies kunnen voeren over verschillende aspecten van TrueNAS. Het forum fungeert als een levendige gemeenschap waar gebruikers elkaar kunnen helpen door antwoorden te geven op specifieke problemen, suggesties en oplossingen te delen, en algemeen advies en tips te geven. Het is een waardevolle plek om antwoorden te vinden, ervaringen van andere gebruikers te benutten en feedback te geven aan de ontwikkelaars.
Officiële ondersteuningsopties: TrueNAS biedt ook officiële ondersteuningsopties. Gebruikers kunnen ondersteuningsaanvragen indienen via het TrueNAS-ticketingsysteem, waar ze directe technische ondersteuning ontvangen van het TrueNAS-team. Dit is vooral handig voor gebruikers die specifieke problemen ervaren die niet direct opgelost kunnen worden via het communityforum. Daarnaast kunnen gebruikers ook aanvullende technische informatie en bronnen vinden op de officiële TrueNAS-website.
Bugrapportagesysteem: Voor het melden van problemen of bugs tijdens het gebruik van TrueNAS is er een bugrapportagesysteem beschikbaar. Gebruikers kunnen problemen rapporteren die ze tegenkomen, waardoor ze kunnen bijdragen aan het verbeteren van de stabiliteit en functionaliteit van het besturingssysteem. Het TrueNAS-team beoordeelt en reageert op deze bugrapporten, en streeft ernaar problemen op te lossen en verbeteringen aan te brengen in toekomstige releases. Door actief bij te dragen aan het bugrapportagesysteem kunnen gebruikers een waardevolle rol spelen in het verbeteren van TrueNAS en het bevorderen van de algehele kwaliteit van het systeem.
Updates en patches: TrueNAS ontvangt regelmatig updates en patches om de functionaliteit en beveiliging te verbeteren. Deze updates bevatten vaak nieuwe functies, prestatieverbeteringen en oplossingen voor bekende problemen. Gebruikers worden sterk aangeraden om bijgewerkte versies van TrueNAS te gebruiken om te profiteren van deze verbeteringen. Updates en patches kunnen eenvoudig worden geïnstalleerd via het TrueNAS-webinterface, waardoor gebruikers snel toegang hebben tot de nieuwste functies en verbeteringen.

## Alternatieven
- NAS4Free (XigmaNAS), doorontwikkeling van de 7.x TrueNAS-broncode
- ZFSGuru, een besturingssysteem gebaseerd op FreeBSD
- OpenMediaVault, een Debianversie gebaseerd op NAS4Free
- Rockstor, een NAS op basis van CentOS
- Openfiler
- StarWind, een commercieel product
- NASLite, een commercieel product
- CryptoNAS, een NAS speciaal voor geëncrypteerde partities (Debian-gebaseerde live-cd vrijgegeven onder de GPL)
- Darma Nas OS